# Скландраусис

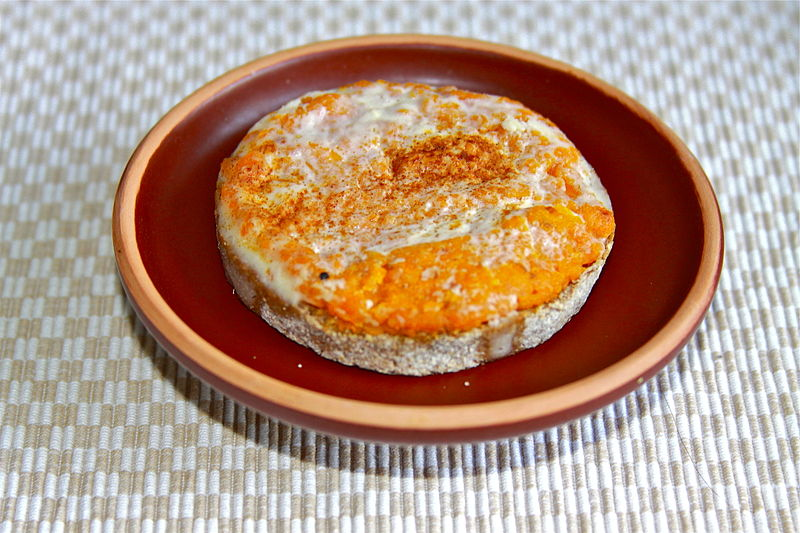
Скландраусис

Скландраусис (латыш. sklandrausis, лив. sūrkak), жограусис (žograusis) или дижраусис (dižrausis) — курземская выпечка, старинное блюдо латышской кухни и ливской кухни.
В кулинарной литературе на русском языке иногда именуется Скландским пряником, хотя представляет собой открытый пирожок с овощной начинкой, скорее напоминающий ватрушку или шаньгу.
Говорить определённо о времени и месте появления именно этой крестьянской закуски не приходится, но народная традиция местом появления скландраусиса считает район Кулдиги, с дальнейшим распространением кулинарного изделия в сторону Салдуса и Лиепаи.
Скландраусис готовится из крутого ржаного теста, замешанного на свином жире, воде и простокваше. Из раскатанного теста ножом вырезаются стандартные круги диаметром 10—12 сантиметров. Края загибаются, и в сформированные таким образом корзинки укладывается подготовленная начинка из сваренных заранее картофеля и моркови, перемешанных с яйцом, политых сметаной или сливками. Выпекается в предварительно прогретой духовке до полной готовности.
Начинка для скландраусиса может меняться в зависимости от пропорций использованных ингредиентов. В качестве специи используют тмин, иногда картофель смешивают с творогом.
Вынутый из духовки скландраусис посыпают небольшим количеством сахара, подают к столу охлаждённым. Едят с маслом и мёдом, запивают холодным молоком.
В 2013 году название «скландраусис» внесли в Европейский регистр продуктов с гарантированными традиционными особенностями; это означает, что в странах Евросоюза производство и продажа пирожков под названием скландраусис будет доступно лишь для изделий, приготовленных по традиционной рецептуре.